# Somaly Mam
Somaly Mam (Bou Sra (Mondulkiri), 1970 o 1971) è un'attivista cambogiana contro la tratta di esseri umani e in particolare contro quella a scopo di sfruttamento sessuale.
Dal 1996 al 2014, è stata coinvolta in campagne contro la tratta di sesso: ha istituito la AFESIP e la Somaly Mam Foundation (SMF), raccolto fondi, è apparsa in importanti programmi televisivi e ha partecipato a numerosi eventi internazionali. Ha ricevuto il premio Donna dell'anno 2006 della rivista Glamour ed è stata nominata da TIME una delle 100 persone più influenti nel 2009.
Nel maggio 2014 la rivista Newsweek ha pubblicato un'inchiesta, sostenendo che Somaly Mam aveva inventato storie di abusi su sé stessa e sugli altri, a seguito della quale Mam si è dimessa dalla SMF e la fondazione è stata chiusa. Un'indagine della rivista Marie Claire è giunta a una conclusione diversa, trovando testimoni che sostenevano la storia di Mam e contraddicevano le accuse di Newsweek. È tornata a vivere in Cambogia prima di tornare negli Stati Uniti più tardi nello stesso anno per iniziare nuove attività di raccolta fondi.

## Biografia

### Primi anni
Somaly Mam è nata da una famiglia di una minoranza etnica nella provincia di Mondulkiri, in Cambogia. Nel suo libro di memorie, Il silenzio dell'innocenza, racconta di essere nata nel 1970 o 1971 e di non avere ricordi dei suoi genitori. Mam afferma di aver frequentato la scuola in Cambogia, ma non di non essersi diplomata. Mam racconta inoltre di essere stata abusata da un anziano al quale era stata affidata e che lei chiamava nonno dall'età di circa 14 anni, di essere stata venduta a un bordello, costretta a prostituirsi e poi a sposare uno sconosciuto. Racconta di essere stata costretta a prostituirsi per strada e a fare sesso con cinque o sei clienti al giorno. Mam ha lasciato la Cambogia per Parigi nel 1993, dove ha sposato un cittadino francese, Pierre Legros. La coppia ha divorziato nel 2008.

### Attivismo
Somaly Mam ha collaborato come operatrice sanitaria non professionista con Medici senza frontiere; nel suo tempo libero distribuiva preservativi, saponi e informazioni alle donne nei bordelli. Nel 1996 è stata co-fondatrice di AFESIP (Agir pour les Femmes en Situation Precaire o Agire per le donne in situazioni precarie), una ONG cambogiana dedita al salvataggio, all'accoglienza e alla riabilitazione in Cambogia, Laos e Vietnam di donne e bambini che sono stati sfruttati sessualmente. AFESIP svolge attività di sensibilizzazione per cercare di aiutare le donne ancora schiavizzate. L'organizzazione collabora anche con le forze dell'ordine nelle incursioni nei bordelli.
Nel giugno 2007, Mam ha co-fondato la Somaly Mam Foundation (SMF), un'organizzazione no profit con base negli Stati Uniti per il sostegno di gruppi anti-tratta e aiuto alle donne e alle ragazze che sono state costrette alla schiavitù sessuale. La Somaly Mam Foundation ha raccolto il sostegno dei leader degli Stati Uniti e delle star di Hollywood, e molte personalità internazionali, tra cui Hillary Clinton negli Usa, Papa Giovanni Paolo II ed Emma Bonino in Italia. SMF è stato uno dei maggiori donatori dell'AFESIP.

### Controversie
Dopo essere stata accusata di aver mentito dal quotidiano The Cambodia Daily nel 2012 e 2013, nel maggio 2014 la rivista Newsweek ha pubblicato una cover-story, firmata dal giornalista Simon Marks, sostenendo che Somaly Mam aveva inventato storie di abusi su sé stessa e sugli altri con l'intento di raccogliere donazioni. Dopo che la Somaly Mam Foundation ha intrapreso proprie indagini tramite Goodwin Procter, uno studio legale con sede a Boston, Somaly Mam ha rassegnato le dimissioni dalla fondazione e la fondazione stessa è stata chiusa nell'ottobre 2014.
Alla fine del 2014 Mam è tornata a New York, nella speranza di ripristinare la sua reputazione e ha lanciato una campagna di pubbliche relazioni. Mam ha protestato la sua innocenza in un'intervista di settembre 2014 a Marie Claire, sostenendo che la sua priorità sono le ragazze, e ha lanciato il New Somaly Mam Fund poco dopo. Come nella precedente fondazione, l'attrice statunitense Susan Sarandon è stata chiamata a far parte del consiglio dell'associazione.

### Ripresa dell'attivismo
Nel gennaio 2015, Mam e l'ex direttore operativo di SMF Rigmor Schneider hanno lanciato un nuovo fondo Somaly Mam come fonte di finanziamento per AFESIP. Nel 2016 un nuovo ente di beneficenza, Together1heart, di cui l'attrice AnnaLynne McCord è presidente, è diventato il principale veicolo di raccolta fondi per AFESIP.

## Premi e riconoscimenti
- The Guardian Top 100 Women: Activists and Campaigners, 2011[16]
- The Daily Beast Women in the World, 2011[17]
- TIME 100 persone più influenti del 2009, con l'articolo di accompagnamento scritto dall'attrice Angelina Jolie[18]
- World's Children's Prize for the Rights of the Child 2008 in Svezia per la sua pericolosa lotta in difesa dei diritti dei bambini in Cambogia[19]
- Roland Berger Human Dignity Award 2008[20]
- CNN Hero, 2006
- Portabandiera olimpico alla Cerimonia di apertura dei XX Giochi olimpici invernali, Torino
- Donna dell'anno 2006 della rivista Glamour [21]
- Premio Principessa delle Asturie per la Cooperazione Internazionale alla presenza della regina Sofia, 1998